# ID：A
Ne doit pas être confondu avec Ida (film).
Pour les articles homonymes, voir IDA.
Pour plus de détails, voir Fiche technique et Distribution.
ID:A est un thriller danois réalisé par Christian E. Christiansen, sorti en 2011, d'après une nouvelle d'Anne Chaplin Hansen.

## Fiche technique
- Réalisation : Christian E. Christiansen
- Durée : 104 minutes

## Distribution
- Tuva Novotny - Aliena / Ida
- Flemming Enevold - Just
- Carsten Bjørnlund - Martin
- Arnaud Binard - Pierre
- John Buijsman - Rob
- Rogier Philipoom - Guus
- Jens Jørn Spottag - HP
- Marie Louise Wille - Marietta
- Françoise Lebrun - Isabelle
- Koen Wouterse - Tim